# Haus der Region Hannover

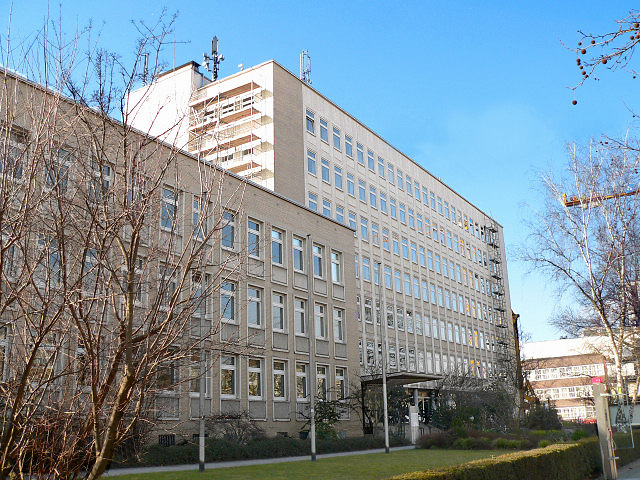
Das Haus der Region Hannover, Hildesheimer Straße 20

Das Haus der Region Hannover dient den Bürgern und der Verwaltung der Region Hannover und ist Sitz des amtierenden Regionspräsidenten. Standort des auch für Veranstaltungen und Tagungen genutzten Gebäudes in der Landeshauptstadt Hannover ist die Hildesheimer Straße 20 und 18.

## Geschichte

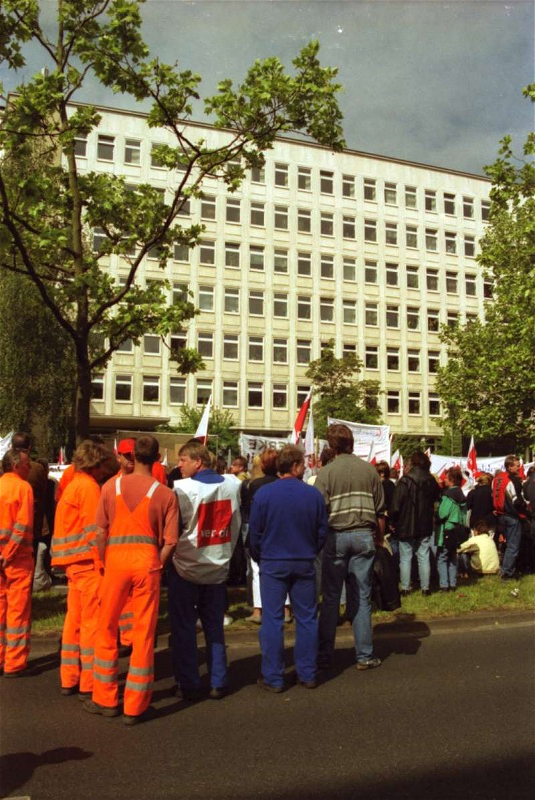
Warnstreik der Gewerkschaft ver.di am 2001 vor dem damaligen Kreishaus;
Foto: Claus Kirsch; Bildarchiv der Region Hannover

Das Gebäude wurde in den Jahren 1955 bis 1957 nach Plänen der Architekten Ernst Kreytenberg und Rainer Godorr für die Landesversicherungsanstalt errichtet. Ab 1978 diente das Bauwerk als Sitz des Landkreises Hannover.
Aufgrund geänderter Nutzungsanforderungen insbesondere als Anlaufstelle für die Bürger der Region hat die Regionsversammlung den Plänen für einen ergänzenden Neubau an der Ecke Akazienstraße zugestimmt. Die Fertigstellung des rund 12,8 Millionen Euro teuren sogenannten „Campus Hildesheimer Straße“, in dem vor allem der Fachbereich für Öffentliche Ordnung und Teile der Ausländerbehörde untergebracht werden sollen, ist für 2022 geplant.